# Comuna Kulîkove
Kulîkove (în ucraineană Куликове) este o comună în raionul Poltava, regiunea Poltava, Ucraina, formată din satele Dudnîkove, Kulîkove (reședința) și Stepanivka.

## Demografie
Componența lingvistică a comunei Kulîkove
     Ucraineană (96,33%)
     Rusă (3,67%)
Conform recensământului din 2001, majoritatea populației comunei Kulîkove era vorbitoare de ucraineană (96,33%), existând în minoritate și vorbitori de rusă (3,67%).